# Smokey Joe Baugh
„Smokey“ Joe Baugh (* 25. Juli 1932 in Helena, Arkansas, als Joseph E. Baugh; † 19. November 1999 in Monterey, Kalifornien) war ein US-amerikanischer Country- und Rockabilly-Musiker sowie Pianist. Baugh stellt eine eher unbekannte Figur der Musikszene dar, war aber vor allem als Musiker in Memphis, Tennessee, sehr bekannt.

## Leben
Geboren in Arkansas, startete „Smokey“ Joe Baugh, der seinen Beinamen seiner rauchigen Stimme verdankte, 1947 als Pianist in Memphis und West Memphis. Um 1952 wurde er Mitglied in Shelby Follins Band und für kurze Zeit traten Baugh und sein Freund Paul Burlison, der später mit Johnny Burnette Karriere machte, zusammen mit Howlin’ Wolf auf dem Radiosender KWEM in West Memphis, Arkansas, auf. Später spielte Baugh in der Band Clyde Leonards, den Snearly Ranch Boys, mit denen er im Radio auftrat, auf lokalen Veranstaltungen spielte und an den Sun-Tourneen durch die Südstaaten teilnahm.
Mit dieser Gruppe nahm Baugh sogar eine Platte auf, Split Personality auf der A-Seite und Lonely Sweetheart auf der B-Seite. Im ersten Titel sang Baugh zusammen mit Bill Taylor in einem Duett, auf der B-Seite ist Baugh nur als Pianist zu hören. In den Jahren 1955 / 1956 hielt er insgesamt vier Sessions für die Sun Records ab, aus denen eine Single resultierte. Aufgenommen wurde unter anderem The Signifying Monkey, Listen To Me Baby (die veröffentlicht wurden) sowie der Hula Bop, She’s a Woman oder The Midnight Ride of Paul Revere, die unveröffentlicht blieben. Seine Single (Sun 228) erreichte die Memphis-Charts und verkaufte sich regional sehr gut.
Baughs rauchige Stimme sorgte von Zeit zu Zeit jedoch für Verwirrung. Oftmals klang er wie ein schwarzer Rhythm-and-Blues-Sänger, was die Tatsachen, dass er mit schwarzen Musikern im Radio auftrat und sein Song The Signifying Monkey vor allem in den R&B-Charts Erfolg hatte, noch verstärkten. Den Höhepunkt erreichte diese Täuschung, als Baugh eingeladen wurde, im Apollo Theater in Harlem, New York, aufzutreten, da man davon aus ging, er sei Afroamerikaner. Angesichts der damaligen Rassentrennung wäre es eine Besonderheit gewesen, dass ein weißer Musiker vor einem schwarzen Publikum in einem Schwarzen-Viertel auftritt, obgleich Musiker wie Johnny Otis dies vorher auch schon taten.
Als Session-Musiker war Baugh bei vielen verschiedenen Aufnahmen verschiedener Künstler der Sun und Meteor Records anwesend. Er ist so unter anderem bei Warren Smiths Aufnahme von Rock ’n’ Roll Ruby sowie bei Stücken von Barbara Pittman, Brad Suggs, Jimmy Pritchett, Eddie Collins und Junior Thompson zu hören. Am 4. Dezember 1956, als die „Sun Session“ des Million Dollar Quartets stattfand, war Baugh auch anwesend; dies belegt ein Foto, das auf ebendiesen Tag datiert ist und ihn mit Produzent Sam Phillips und Elvis Presley zeigt. In den 1960er-Jahren war Baugh aktiv in der Bill Black Combo und gründete 1970 in Waco, Texas, zusammen mit Buddy Holobaugh eine Band namens Midnite Cowboys.
„Smokey“ Joe Baugh starb 1999 in Kalifornien.

## Diskografie
| 1955                    | The Signifying Monkey / Listen To Me Baby                                                     | Flip Records    |
| 1955                    | The Signifying Monkey / Listen To Me Baby                                                     | Sun Records     |
| 195?                    | Perfect Girl / Start All Over Again                                                           | Fonovox Records |
| 1964                    | The Signifying Monkey / Listen To Me Baby                                                     | Sun Records     |
| Unveröffentlichte Titel |                                                                                               |                 |
| 1955                    | - Hula Bop - She’s a Woman - The Midnight Ride of Paul Revere - Only You - Tell It Like It Is | Sun Records     |